# Ilya Naumov
Ilya Vladimirovich Naumov (tiếng Nga: Илья Владимирович Наумов; sinh ngày 12 tháng 6 năm 1994) là một cầu thủ bóng đá người Nga. Anh thi đấu cho F.K. Rotor-2 Volgograd.

## Sự nghiệp câu lạc bộ
Anh có màn ra mắt tại Giải bóng đá chuyên nghiệp quốc gia Nga cho F.K. Rotor Volgograd vào ngày 23 tháng 10 năm 2016 trong trận đấu với FC Angusht Nazran.